# بیاووویژا (استان اشوی‌داشکسیه)
بیاووویژا (به لهستانی: Białowieża) یک منطقهٔ مسکونی در لهستان است که در گمینا سنجشوو واقع شده‌است. بیاووویژا ۱۵۲ نفر جمعیت دارد.